# VR Bank Starnberg-Herrsching-Landsberg
Die VR Bank Starnberg-Herrsching-Landsberg eG ist ein genossenschaftliches Kreditinstitut in Bayern. Sie entstand durch Fusion der drei regionalen Banken Raiffeisenbank Starnberg eG, Volksbank Herrsching-Landsberg-Starnberg eG und Raiffeisenbank Vierseenland, deren älteste im Jahr 1893 gegründet wurde. Die VR Bank Starnberg-Herrsching-Landsberg eG gilt als eines der kapitalstärksten genossenschaftlichen Kreditinstitute in Bayern.

## Geschichte
Die älteste Genossenschaft im Landkreis Starnberg war der 1893 gegründete Darlehenskassenverein Oberalting. Das älteste Vorgängerinstitut der VR Bank Starnberg-Herrsching-Landsberg eG ist der 1888 gegründete Darlehenskassen Verein Dettenschwang. 1962 wurde die Verschmelzung mit der Raiffeisenbank Weßling beschlossen. Die Raiffeisenbank Erling-Herrsching-Machtlfing wurde 1980 integriert und die neu gebildete Genossenschaft unter dem Namen Raiffeisenbank Vierseenland in das Genossenschaftsregister eingetragen. 1999 fusionierte die 1895 gegründete Raiffeisenbank Starnberg mit der 1925 gegründeten Volksbank Herrsching-Landsberg-Starnberg eG. Es entstand die Volksbank Raiffeisenbank Starnberg-Herrsching-Landsberg eG. Im Jahr 2015 schloss sich die Volksbank Raiffeisenbank Starnberg-Herrsching-Landsberg eG mit den Raiffeisenbanken Lech-Ammersee eG und südöstl. Starnberger See eG zusammen.

## Gesellschaftliches Engagement
In der Außendarstellung betont die Bank ihre regionale Verwurzelung und ihr gesellschaftliches Engagement. Mit der Initiative Bürgerstiftung Landkreis Starnberg fördert die VR Bank Starnberg-Herrsching-Landsberg eG gemeinnützige und regionale Projekte in den Bereichen Bildung, Kultur, Sport, Wissenschaft und Soziales. Nach Gründung im Jahr 2009 sind unter dem Dach der Bürgerstiftung zwei Stiftungsfonds entstanden:
- Gemeinsam für Gauting LiA und Insel: Die Stiftung leistet eigenständig Hilfe für ältere Menschen in Gauting und unterstützt die Seniorenarbeit in der Gemeinde.
- Kulturförderung Kurparkschlösschen Herrsching: Mit der Stiftung wird die Kulturförderung in Herrsching, Breitbrunn und Widdersberg unterstützt.